# Ирсаевский сельсовет
Ирсаевский сельсовет — муниципальное образование в Мишкинском районе Башкортостана.
Административный центр — деревня Ирсаево.

## История
Согласно Закону о границах, статусе и административных центрах муниципальных образований в Республике Башкортостан имеет статус сельского поселения.

## Население
| 2002  | 2009  | 2010  | 2012  | 2013  | 2014  | 2015  |
| ----- | ----- | ----- | ----- | ----- | ----- | ----- |
| 1901  | ↘1779 | ↗1827 | ↘1703 | ↗1710 | ↗1712 | ↘1706 |
| 2016  | 2017  | 2018  |       |       |       |       |
| ↗1707 | ↘1686 | ↘1654 |       |       |       |       |

## Состав сельского поселения
| № | Населённый пункт | Тип населённого пункта          | Население |
| - | ---------------- | ------------------------------- | --------- |
| 1 | Ирсаево          | деревня, административный центр | ↗531      |
| 2 | Елышево          | деревня                         | ↗433      |
| 3 | Верхнесорокино   | деревня                         | ↗412      |
| 4 | Митряево         | деревня                         | ↗254      |
| 5 | Нижнесорокино    | деревня                         | ↘197      |